# Ramon Perellos y Roccaful
Ramón Perellos y Roccafùl (* 1637; † 10. Januar 1720) war der 64. Großmeister des Malteserordens.
Bevor er zum Großmeister gewählt wurde, gehörte er der aragonesischen Zunge des Ordens an. Er amtierte vom 5. oder 7. Februar 1697 bis zu seinem Tod im Jahre 1720. Er wurde in der St. John’s Co-Cathedral in Valletta begraben.
Er war zudem Großmeister des Ritterordens vom Heiligen Grab.